# Richard Madaleno
Richard Stuart Madaleno Jr., thường được biết là Rich Madaleno (sinh ngày 16 tháng 6 năm 1965) là một chính khách người Mỹ đến từ Maryland. Một đảng viên Dân chủ, ông là thành viên của Thượng viện bang Maryland, đại diện cho quận 18 của Quận Montgomery, bao gồm Wheaton và Kensington, cũng như một phần của Silver Spring, Bethesda và Chevy Chase. Madaleno từng là chủ tịch của Phái đoàn Thượng viện Quận Montgomery từ năm 2008 đến năm 2011. Trước đây, ông đã phục vụ bốn năm tại Hạ viện.
Vào ngày 17 tháng 7 năm 2017, Madaleno đã tranh cử ứng cử viên Dân chủ cho bầu cử thống đốc Maryland 2018.

## Tuổi thơ
Lớn lên ở Silver Spring, Madaleno được học tại các trường công lập quận Montgomery và trường dự bị Georgetown. Sau đó, ông đến Đại học Syracuse nơi ông có bằng Cử nhân Nghệ thuật năm 1987 và bằng Thạc sĩ Quản trị Công cộng năm 1989.
Khi rời trường đại học, Madaleno bắt đầu sự nghiệp của mình tại chính phủ Maryland, đầu tiên làm việc cho Bộ Dịch vụ tài chính của Đại hội đồng Maryland, nơi cung cấp hỗ trợ nhân viên cho các thượng nghị sĩ và đại biểu. Trong thời gian này, ông được bổ nhiệm làm Chuyên viên phân tích cao cấp cho Ủy ban Thẩm định Nhà. Năm 1995, ông được Doug Duncan, Giám đốc điều hành của Quận Montgomery thuê để làm việc cho Văn phòng Quan hệ Liên Chính phủ của Quận Montgomery. Ông phục vụ trong khả năng đó cho đến khi được bầu vào Hạ viện năm 2002. Ông được coi là một chuyên gia trong quy trình ngân sách nhà nước và phục vụ trong Ủy ban Thuế và Ngân sách Thượng viện.

## Đời tư
Madaleno là người đầu tiên được bầu vào Đại hội đồng với tư cách là ứng cử viên đồng tính công khai. Ông cũng là thượng nghị sĩ bang Maryland đồng tính công khai đầu tiên. Cùng với các đại biểu Maggie McIntosh, Anne Kaiser, Heather Mizeur, Peter Murphy, Mary Washington, Bonnie Cullison, Luke Clippinger và Meagan Simonaire ông là một phần của nhóm đồng tính chín người mạnh mẽ trong Đại hội đồng Maryland. Các chiến dịch bầu cử của ông đã giành được sự ủng hộ của Quỹ Chiến thắng của người đồng tính nam và đồng tính nữ.
Madaleno là một thành viên của Nhà thờ Phổ cập Thống nhất Cedar Lane, nơi ông đã chủ trì Hội đồng Công bằng Xã hội và dạy Trường Chủ nhật.
Ông và chồng, Mark, có hai con. Họ là chủ nhà Kensington.